# Archivea kewensis
Archivea kewensis är en orkidéart som beskrevs av Eric Alston Christenson och Rudolph Jenny. Archivea kewensis ingår i släktet Archivea och familjen orkidéer. Inga underarter finns listade i Catalogue of Life.